# ジョン・ドゥーリトル
ジョン・テイラー・ドゥーリトル（英語：John Taylor Doolittle、1950年10月30日 - ）は、アメリカ合衆国の政治家。共和党所属。カリフォルニア州選出の元連邦下院議員。

## 来歴
1950年10月30日にカリフォルニア州グレンデールに誕生する。カリフォルニア大学サンタクルーズ校を卒業後、末日聖徒イエス・キリスト教会の宣教師としてアルゼンチンで2年間の布教活動に従事した。帰国後、マックジョージ法科大学院を経て1978年にパシフィック大学大学院を修了した。1980年にカリフォルニア州議会上院議員に初当選する。1990年の中間選挙でカリフォルニア州第14選挙区より出馬して初当選し、1992年アメリカ合衆国大統領選挙に伴う下院選挙以降はカリフォルニア州第4選挙区へ「国替え」を行った。
選挙地盤は盤石とは言えず、2006年1月よりロサンゼルス・タイムズが連邦預金保険公社（FDIC）に対する監査の強化に反対する立場よりドゥーリトルがリチャード・ポンボ元下院院内総務と共に圧力を懸けたのでは無いかとのキャンペーン報道を開始して以降は資金集めに苦慮し、同年の中間選挙に際してはジョージ・W・ブッシュ大統領を応援演説に招聘している。この年の中間選挙ではポンボが落選したのに対しドゥーリトルは民主党候補の猛追を振り切って辛くも再選したが、2007年4月19日にバージニア州の自宅がFBIの強制捜査を受けるに至り、下院の歳出委員を辞任した。2008年アメリカ合衆国大統領選挙に伴う下院選挙では公認を得られず、トム・マクリントックに選挙区を譲ることとなった。